# The Architect
The Architect es una película del año 2006 de drama estadounidense dirigida por Matt Tauber.
Leo Waters (Anthony LaPaglia) se enfrenta a unos enfadados residentes de un complejo de casas que él diseñó. En los edificios se ha creado un zona de crímenes y los residentes quieren pararlo.

## Argumento
La vida del arquitecto Leo Waters está en problemas y para tener un cierto sentido de control, intenta dominar a los demás miembros de su familia. Su carrera no parece llevarle a ningún lado; su esposa Julia (Isabella Rossellini) es una ama de casa aburrida que pasa el tiempo cuidando la lujosa y moderna casa que él diseñó para ellos, su hijo Martin (Sebastian Stan) abandona la universidad y no tiene ningún interés de seguir el sueño de su padre, convertirse en arquitecto, y su hija Christina (Hayden Panettiere) ha entrado en la adolescencia y su padre a mirar de una forma poco común su cuerpo en desarrollo.
Tonya Neely (Viola Davis) es una organizadora comunitaria negra que vive en el edificio alto público que Leo diseñó hace varios años. Su propio hijo se suicidó y su hija mayor solo se sienta en su casa todo el día, mientras que su hija menor logró obtener una beca en una sofisticada escuela situada en un barrio de clase media donde vive con una rica familia negra, y se avergüenza de su pasado e incluso de su propia madre.
Muchos de los residentes en el bloque de viviendas quieren arrasar los proyectos, pero las pandillas locales se contentan con controlar los bloques donde venden drogas. Un día, Tonya aparece en una de las conferencias que Leo da en la escuela de arquitectura de la universidad local, donde se encuentra impartiendo clases, para que se enfrente a su trabajo y pedirle que firme su petición pidiendo la demolición de los edificios. Inicialmente se niega defendiendo el trabajo que realizó, pero luego se le ocurre una idea de cómo mejorar los bloques de viviendas mediante la adición de vidrio y obras de arte. Tonya llega a su casa para ver el plan, pero está horrorizada por su enfoque, especialmente porque ni siquiera se ha molestado en visitar el área para ver qué es lo que estaba pasando.  La esposa de Leo, Julia; apoya  a Tonya en su proyecto.
Martin estaba sentado en la sala de conferencias cuando Tonya habló con su padre y se sintió lo suficientemente intrigado como para visitar la zona, donde comienza una amistad con un chico negro, Shawn  (Paul James), que resulta ser un prostituto gay y que inicialmente piensa que Martin ha venido al área para buscar de su servicio. Mientras tanto, Christina se ha dado cuenta de que su propio padre ha comenzado a mirar su cuerpo  de una manera extraña: desea escapar de su control autoritario pero también quiere probar su propia madurez, por lo que se pone en peligro yendo a un bar donde la recoge un estudiante en su coche. Luego se baja del coche y se sube a un camión y le pide tener relaciones sexuales al conductor, lo cual él rechaza. 
Leo va al bloque de viviendas y se encuentra con Tonya. Acepta firmar su petición, pero ella le informa que las autoridades ya han acordado demolerlas. Leo camina hacia el techo de la cuadra donde inesperadamente choca con su propio hijo.

## Reparto
- Anthony LaPaglia es Leo Waters.
- Viola Davis es Tonya Neely.
- Isabella Rossellini es Julia Waters.
- Hayden Panettiere es Christina Waters.
- Sebeastian Stan es Martin Waters.
- Paul James es Shawn.
- Serena Reeder es Cammie Neely.
- Walton Goggins es Joe.

## Críticas
La película tiene bastantes crítica negativas. Rotten Tomatos la evaluó con un 11% sobre100% basándose en 38 reviews.